# RMS Queen Elizabeth
La RMS Queen Elizabeth fu un transatlantico della Cunard Line che navigò come bastimento di lusso lungo la linea Southampton - New York, via Cherbourg, per oltre vent'anni. La nave fece anche servizio postale come membro del servizio espresso.
Impostata dalla John Brown & Company nella metà degli anni trenta, con il numero di Scafo 552, venne varata il 28 settembre 1938 e battezzata col nome della regina Elisabetta. Il disegno era stato migliorato rispetto alla sua simile RMS Queen Mary e, essendo un po' più grande di quest'ultima, divenne la nave più grande dell'epoca, mantenendo il record di più grande nave passeggeri per altri 56 anni.
Entrò in servizio nel febbraio 1940 come trasporto truppe nell'ambito delle azioni della seconda guerra mondiale; solo a partire dall'ottobre 1946 iniziò il suo effettivo compito di transatlantico.
Alla fine degli anni sessanta, a seguito della ridotta popolarità dei viaggi transoceanici, la Queen Elizabeth e la Queen Mary vennero tolte dal servizio e sostituite dalla più moderna RMS Queen Elizabeth 2.
Fu venduta e passò di mano in mano; l'ultimo proprietario fu Tung Chao Yung, un imprenditore di Hong Kong che cercò di farne un'università galleggiante.
Nel 1972, al termine di un lungo viaggio di trasferimento verso il porto di Hong Kong, la nave prese misteriosamente fuoco e si capovolse; tra il 1974 e il 1975 venne parzialmente demolita.

## Progetto e costruzione
Il 27 maggio 1936, giorno in cui la RMS Queen Mary fece il suo viaggio inaugurale, Sir Percy Bates, presidente della Cunard, diede istruzioni ai progettisti per iniziare la, già prevista, seconda nave, allora nota come Hull 552
Il contratto venne siglato tra la Cunard e i finanziatori il 6 ottobre del 1936.
Il progetto della futura Queen Elizabeth era migliorato rispetto a quello della Queen Mary con varie modifiche tra cui la riduzione del numero di caldaie ad alta pressione, dodici al posto delle ventiquattro della Queen Mary, consentendo inoltre di rimuovere uno dei fumaioli, riducendone il numero a due, e in compenso aumentando la capacità di carico e lo spazio per i passeggeri, inoltre i due fumaioli vennero modificati per avere un aspetto più pulito.
Non venne installato uno dei ponti a prua, mentre si riuscì ad avere una migliore e più affusolata sagoma della chiglia risultando così tre metri e mezzo (10 ft) più lunga della precedente unità similare.

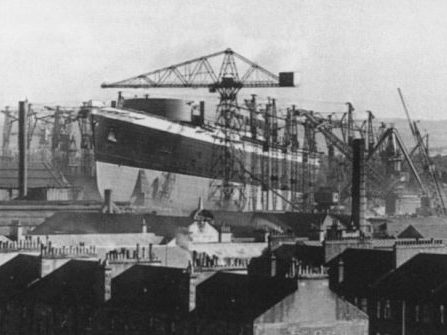
Queen Elizabeth, in costruzione sullo scivolo.

La Queen Elizabeth fu costruita sullo scivolo quattro della John Brown & Company a Clydebank, Scozia. Durante la sua costruzione fu più comunemente nota con il suo nome di chiglia: Hull 552. Gli interni furono disegnati da un gruppo di artisti diretti dall'architetto George Grey Wornum. Nei piani della Cunard la nave doveva essere varata nel settembre 1938, con l'allestimento da completare in modo da far entrare in servizio la nave nella primavera del 1940. La stessa regina partecipò al varo il 27 settembre 1938 e vennero iniziati i lavori di allestimento. Il 23 agosto 1939 era pianificato che il Re e la Regina facessero visita alla nave e fecero un tour nella sala macchine, il 24 aprile 1940 era la data prevista per il suo viaggio inaugurale. a causa dello scoppio della seconda guerra mondiale, però questi due eventi vennero posticipati.
La Queen Elizabeth rimase durante gli allestimenti al molo fino al 2 novembre 1939, quando il ministero della navigazione formulò una licenza speciale per dichiararla adatta alla navigazione. Il 29 dicembre le sue macchine vennero testate facendole funzionare dalle 9 alle 16 con le eliche disconnesse per poter monitorare le temperature operative dell'olio e del vapore e le rispettive pressioni. Due mesi dopo la Cunard ricevette una lettera da Winston Churchill, all'epoca Lord commissario dell'ammiragliato, dando l'ordine alla nave di partire il prima possibile da Clydeside e di "Mantenersi lontano dalle isole britanniche fintantoché tale ordine fosse stato in atto".

## Viaggio inaugurale
Allo scoppio della seconda guerra mondiale venne deciso che la Queen Elizabeth era così vitale allo sforzo bellico che i suoi movimenti dovevano essere nascosti alle spie tedesche attive nell'area di Clydebank. Venne quindi elaborato uno stratagemma, che si basava su un presunto trasferimento della nave a Southampton per completarne l'allestimento. Un altro fattore che spinse a spostare la nave per l'allestimento era la necessità di liberare il cantiere per la Duke of York, che aveva bisogno del suo allestimento finale e solo i cantieri di John Brown erano in grado di gestire una nave di quella classe.

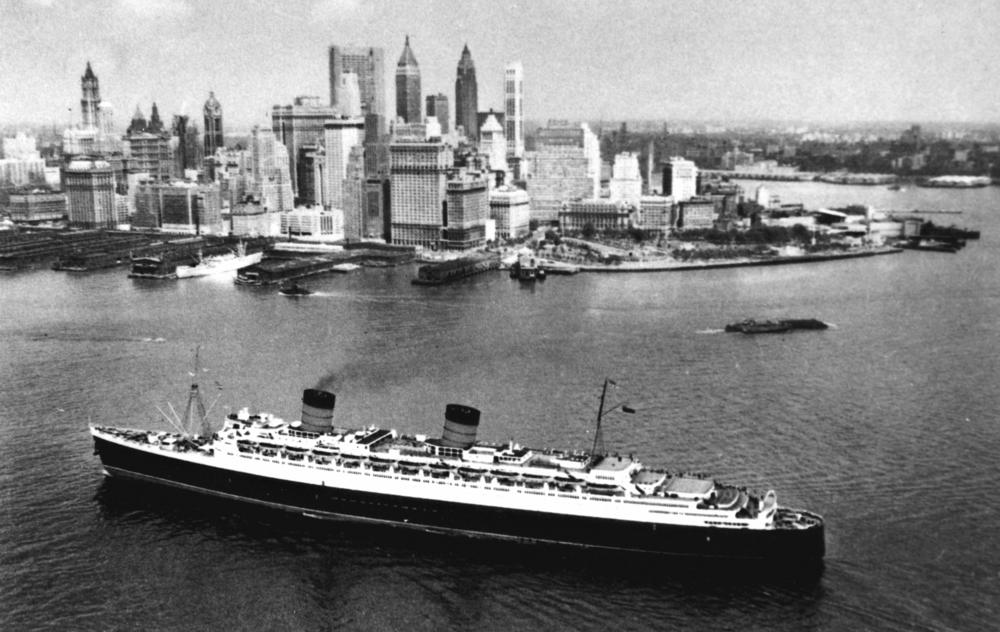
Queen Elizabeth in avvicinamento a New York

Uno dei fattori che limitavano la data di partenza era che c'erano solo due maree quell'anno che avrebbero portato un livello delle acque sufficientemente elevato per la Queen Elizabeth, e, problema ancora maggiore, le spie tedesche erano al corrente di questo fatto.
Un equipaggio minimo di solo 400 persone venne assegnato per il viaggio.
Vennero inviate parti a Southampton e vennero preparati i bacini per accogliere la nave una volta arrivata.
Addirittura a nome degli impiegati al cantiere vennero prenotate stanze in alcuni hotel di Southampton, per dare una falsa traccia e venne assegnato alla nave il comandante John Townley.
Townley aveva comandato in precedenza sia l'Aquitania sia molti vascelli di più piccole dimensioni.
Townley e il suo equipaggio di 400 persone della Cunard vennero informati da un rappresentante dell'azienda prima che partissero di prepararsi ad un viaggio che li avrebbe potuti tenere lontano da casa per circa sei mesi.
Sin dall'inizio del marzo 1940 la Queen Elizabeth era pronta per il suo viaggio segreto. I colori della Cunard vennero coperti con un colore mimetico, e al mattino del 3 marzo levò gli ormeggi da Clyde, uscì dal fiume e navigò a sud lungo la costa dove incontrò un messaggero del Re, che presentò al capitano degli ordini.
Mentre aspettava il messaggero la nave venne rifornita, vennero calibrate le bussole di bordo e vennero fatti gli ultimi test sull'equipaggiamento della nave, prima che navigasse verso la sua destinazione segreta.
Townley scoprì così che avrebbe dovuto portare la nuova nave, che non aveva ancora fatto navigazioni di prova, direttamente a New York senza scali, senza neanche lasciare il pilota del porto di Southampton, che era stato imbarcato sulla Queen Elizabeth da Clydebank e dovette anche mantenere un severo silenzio radio. Successivamente quel giorno, all'ora in cui sarebbe dovuta arrivare a Southampton, la città fu bombardata dalla Luftwaffe.
Dopo una traversata di sei giorni, durante i quali la Queen Elizabeth aveva proceduto a zigzag ad una velocità media di 26 nodi per evitare gli U-Boot tedeschi, arrivò in sicurezza a New York e venne fatta attraccare a fianco della Queen Mary e del Normandie. Questo sarebbe stato l'unico momento in cui tutti e tre i più grandi transatlantici del mondo sarebbero stati attraccati assieme.
Il comandante ricevette al suo arrivo due telegrammi, uno da sua moglie, congratulandosi con lui e l'altro dall'omonima della nave, la Regina Elisabetta, che lo ringraziò di aver consegnato in sicurezza la nave che portava il suo nome.
La nave fu quindi ormeggiata con la Queen Mary e fu quindi protetta in modo tale che nessuno potesse salirvi a bordo senza un permesso, inclusi gli ufficiali del porto..
La Cunard affermò successivamente che a causa della situazione globale era stato deciso di muovere la nave in una località neutrale e che durante il suo viaggio la nave non aveva portato né passeggeri né del carico.

## Durante la guerra

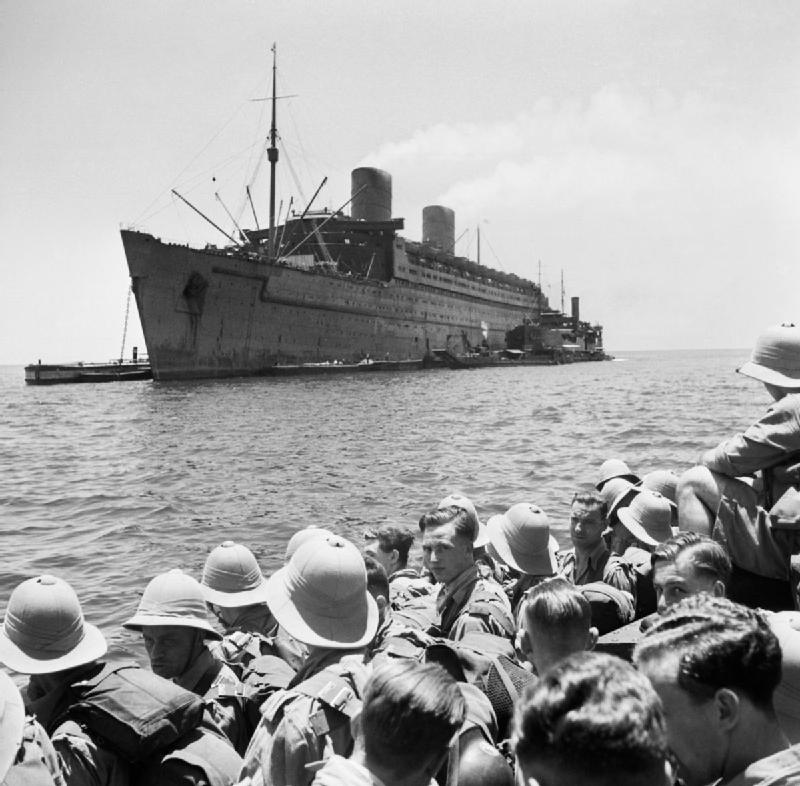
La Queen Elizabeth in servizio come nave trasporto truppe con la livrea grigia.

La Queen Elizabeth lasciò il porto di New York il 13 novembre 1940 con destinazione Singapore per la sua conversione a nave da trasporto truppe. 
Dopo due soste a Trinidad e Città del Capo per rifornirsi di carburante e viveri, arrivò ai porti di Singapore dove venne equipaggiata con contraeree, e venne verniciata di nero, anche se le sovrastrutture rimasero colorate di grigio.
Con il suo nuovo impiego come trasporto truppe la Queen Elizabeth lasciò Singapore l'11 febbraio, inizialmente portando le truppe Australiane sui teatri di guerra in Asia e Africa. 
Dopo il 1942, le due Queen vennero trasferite nel nord Atlantico per trasportare le truppe Americane in Europa.
La Queen Elizabeth e la Queen Mary furono usate come trasporto truppe nella guerra, anche per la loro elevata velocità che consentiva loro di seminare i pericoli, principalmente costituiti dagli U-Boot tedeschi, questa capacità gli consentiva di viaggiare senza bisogno di un intero convoglio, necessario alle navi più lente per potersi proteggere dagli attacchi tedeschi. 
Nel suo servizio di guerra la Queen Elizabeth portò oltre 750.000 soldati, e viaggiò per oltre 500.000 miglia. 
I suoi capitani durante questo periodo furono: John Townley, Ernest Fall, Cyril Gordon Illinsworth, Charles Ford e James Bisset.

## Servizio civile

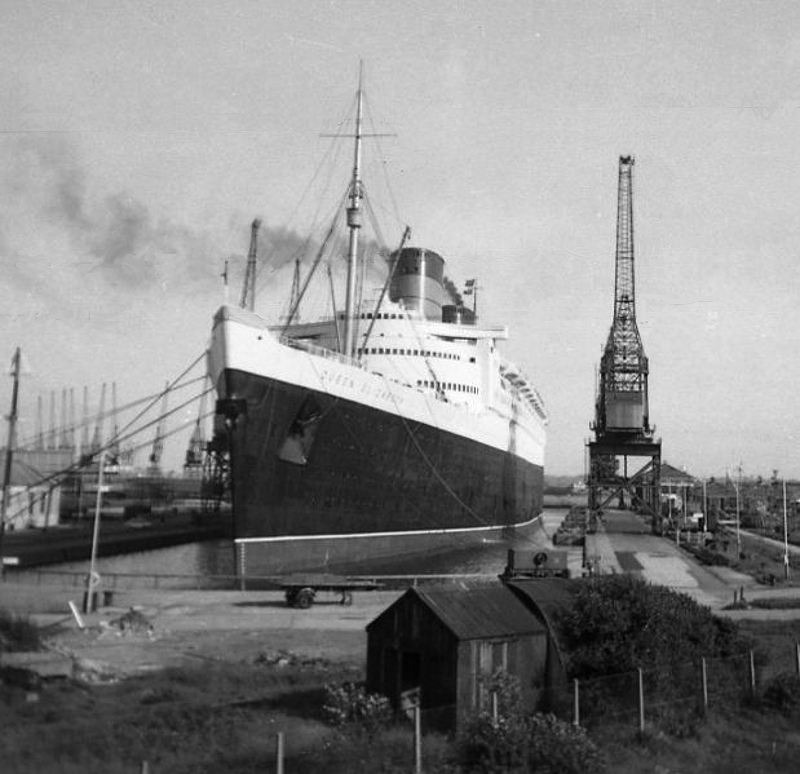
RMS Queen Elizabeth a Southampton, 1966

Dopo la seconda guerra mondiale, la sua gemella Queen Mary rimase in servizio militare e conservò la sua livrea grigia, tranne che nei comignoli, che vennero invece riverniciati con il colore della compagnia, e per un altro anno continuò il servizio militare, trasportando le truppe e le famiglie dei soldati verso gli Stati Uniti.
La Queen Elizabeth, invece fu riadattata e riequipaggiata per il suo ruolo di transatlantico presso Greenock, in questo periodo vennero finalmente fatte formalmente le prove in mare, che sei anni di servizio bellico non avevano consentito di fare.
Sotto il comando del commodoro Sir James Bisset la nave viaggiò fino all'isola di Arran completando le sue prove. A bordo della nave c'era la Regina Elisabetta con le sue due figlie, le principesse Elizabeth e Margaret. 
Durante queste prove la regina prese per un breve periodo il timone della nave.
Bisset seguiva le severe istruzioni di Sir Percy Bates, che era anch'egli a bordo durante le prove, ossia che tutto ciò che era richiesto era di fare due corse a non più di trenta nodi e che non era autorizzato ad ottenere un record di velocità superiore a quello della Queen Mary.
Dopo le sue prove in mare la Queen Elizabeth finalmente entrò in servizio per la Cunard White Star sulla rotta per New York che prevedeva due navi alla settimana. Nonostante le specifiche simili a quelle della Queen Mary, l'Elizabeth non detenne mai il Blue Riband, visto che Percy Bates richiese che le due navi non entrassero in competizione.
Nel 1955 durante una revisione annuale a Southampton, in Inghilterra, la Queen Elizabeth venne dotata di due alette subacquee per ammorbidire il viaggio in caso di mare mosso. Le due alette vennero installate su entrambi i lati della chiglia, ed erano retrattili, per ottimizzare il consumo in caso di mare calmo e per la permanenza in porto.
Il 14 aprile 1947 la nave si arenò poco fuori Southampton. 
Il 29 luglio 1959 si scontrò con un cargo American Hunter nella nebbia nella baia di New York e venne squarciata al di sopra della linea di galleggiamento.

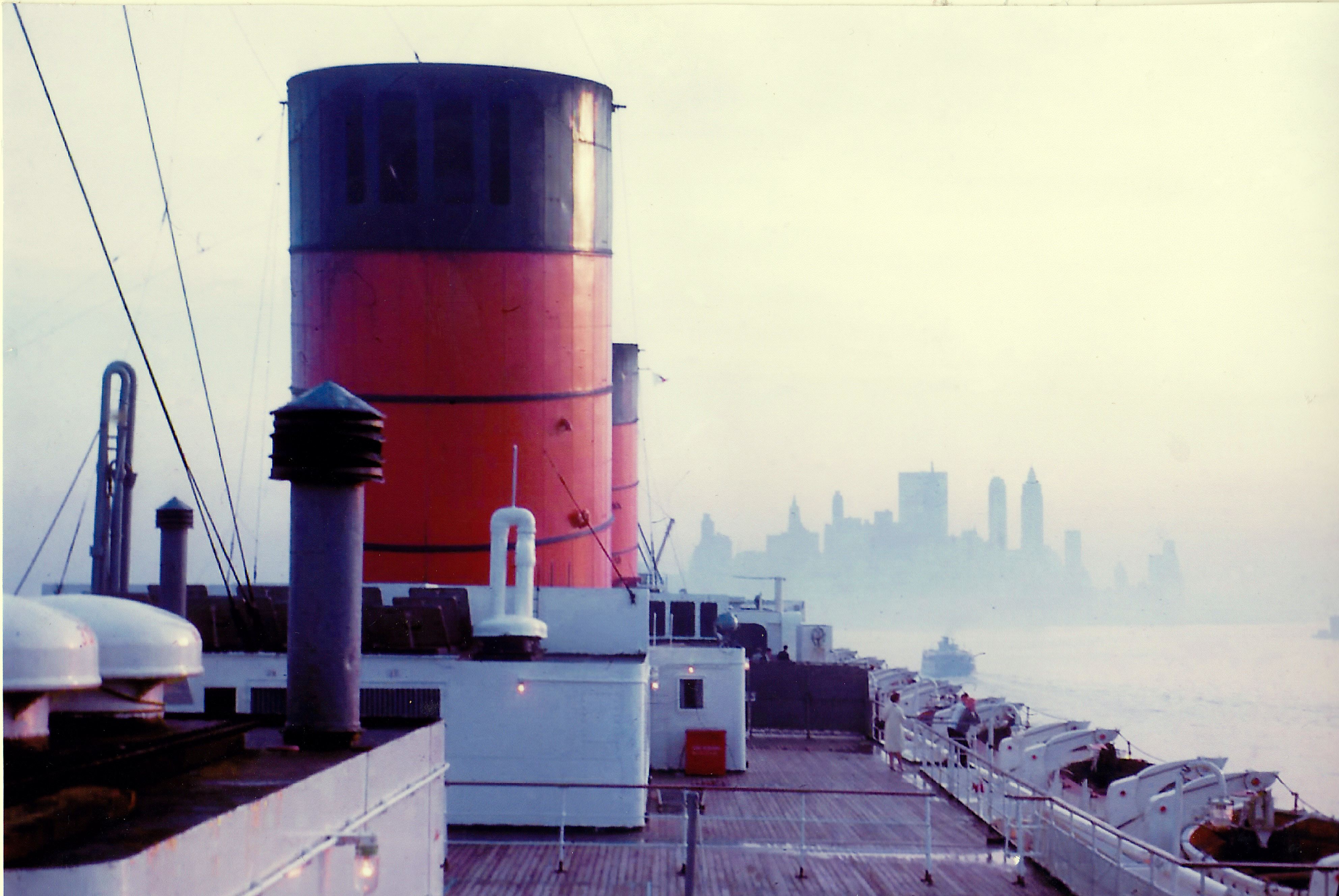
Il transatlantico in avvicinamento al porto di New York, 1965

Assieme alla Queen Mary, ed in competizione con la SS United States, la Queen Elizabeth dominò le rotte transatlantiche fino al finire degli anni cinquanta, periodo in cui il trasporto aereo inizio a sostituire quello navale tra le due sponde dell'Atlantico grazie all'introduzione dei motori a getto.
Per un breve periodo, la Queen Elizabeth, sotto il comando del commodoro Geoffrey Trippleton Marr, tentò un nuovo ruolo per far generare alla nave più profitto: si trattava di una crociera tra New York e Nassau, quando non era impegnata nella sua tradizionale rotta transatlantica, che ora condivideva con la SS France. 
Per questa nuova rotta tropicale la nave ricevette un aggiornamento nel 1965, con una nuova piscina coperta, un miglioramento del sistema di aria condizionata e una piscina all'aperto.
Con questi miglioramenti la Cunard sperava di mantenere la nave operativa almeno fino a metà degli anni settanta. 
Ma la soluzione non ebbe successo a causa degli elevati costi operativi, soprattutto per i consumi di carburanti, per l'eccessivo pescaggio, che gli impediva di entrare in molti porti insulari, e per l'eccessiva larghezza che gli impediva l'utilizzo del Canale di Panama
La Cunard ritirò sia la Queen Elizabeth sia la Queen Mary nel 1968, e le rimpiazzò con una nuova, più piccola, ma anche più economica, nave, la Queen Elizabeth 2.

## Gli ultimi anni

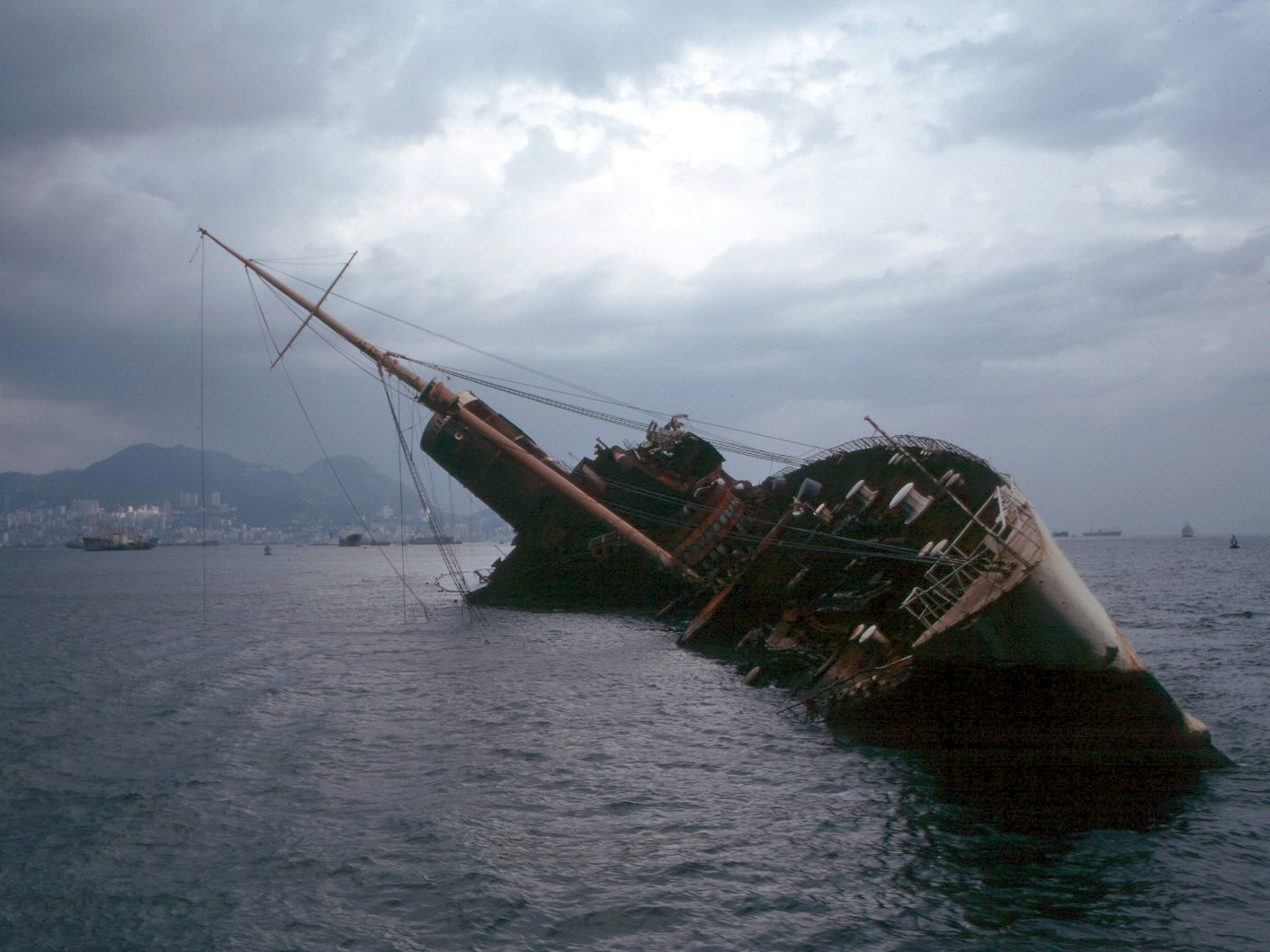
Il relitto semicapovolto della Queen Elizabeth a Hong Kong

Nel 1968, la Queen Elizabeth fu venduta ad un gruppo di Filadelfia, nello stesso periodo il nome della nave venne modificato rimuovendo la parola "Queen" dalla nave.
L'acquirente voleva utilizzare la nave come un hotel ed un'attrazione turistica a Everglades, Florida, in maniera simile alla Queen Mary a Long Beach.
L'Elizabeth, aprì al pubblico nel 1971, ma non durò a lungo, il clima del sud della Florida fu più aggressivo sulla Queen Elizabeth di quanto non lo fosse il clima del sud della California sulla Queen Mary.
Questo portò ad una perdita pecuniaria ed alla chiusura della nave dopo che venne dichiarata a rischio d'incendio, venne venduta nel 1971 a Tung Chao Yung, un uomo d'affari di Hong Kong che cercò di convertirla in un'università galleggiante. Nel 1972, durante alcuni rifornimenti a Hong Kong, prese fuoco sotto misteriose circostanze e si capovolse. Tra il 1974 e il 1975 venne parzialmente demolita e i resti lasciati sul fondo. Successivamente tali resti vennero seppelliti attraverso un processo di sottrazione di terra al mare durante la costruzione del Container Terminal 9.

## Cinema
Il relitto carbonizzato della nave è stato usato come set cinematografico del quartier generale segreto dell'MI6 a Hong Kong nel film Agente 007 - L'uomo dalla pistola d'oro.